# Смоляк Віталій Єлисейович
Віта́лій Єлисе́йович Смоля́к (* 26 квітня 1915, Іванківці сучасного Хмельницького району Хмельницької області — † 29 вересня 1982, Івано-Франківськ) — актор і режисер родом із східного Поділля. Народний артист УРСР (1965).
1935–1941 актор Харківського Роб. Театру, з 1955 головний режисер Полтавського Театру ім. М. Гоголя, 1965—1966 — гол. режисер Харківського Театру ім. Т. Шевченка та інших театрів, з 1974 — головний режисер театру в Івано-Франківську. Найкращі ролі: Хлестаков («Ревізор» М. Гоголя), Голохвостов («За двома зайцями» М. Старицького); вистави: «В степах України» (О. Корнійчука), «Украдене щастя» (І. Франка), «Бравий солдат Швейк» (за Я. Гашеком) та ін.
Серед його учнів — нині народна артистка України Добряк-Готв'янська Жанна Володимирівна.